# 贝尔斯普林
贝尔斯普林(Belspring) 是美国弗吉尼亚州普瓦斯基县的一个人口普查规定居民点(CDP)，海拔为1778英尺（542米）。 邮政编码为 24058，电话区号为540 。 在2010 年美国人口普查中，当地人口为 256 人。 
当地的约翰霍格故居于 1988 年被列入美国国家史迹名录。 